# مارکو فورستر
مارکو فورستر (انگلیسی: Marco Förster؛ زادهٔ ۲۳ آوریل ۱۹۷۶) بازیکن فوتبال اهل آلمان است.
از باشگاه‌هایی که در آن بازی کرده‌است می‌توان به باشگاه فوتبال روت‌وایس اسن، باشگاه فوتبال تسویکاو، باشگاه فوتبال لوکوموتیو لایپزیگ، و باشگاه فوتبال لاریسا اشاره کرد.